# Naoko Hashimoto
Naoko Hashimoto (Okayama, 11 luglio 1984) è una pallavolista giapponese, palleggiatrice.

## Carriera

### Club
La carriera di Naoko Hashimoto inizia nei tornei scolastici giapponesi, rappresentando la propria scuola. Nella stagione 2003-04 inizia la carriera professionistica, debuttando nella V.League giapponese con le Hisamitsu Springs: resta legata al club per sei campionati, vincendo nel corso dell'annata 2005-06 il Torneo Kurowashiki Coppa dell'Imperatrice ed il V.League Top Match; nella stagione successiva vince il suo primo scudetto, il Torneo Kurowashiki ed il V.League Top Match, ricevendo il premio di MVP della manifestazione.
Gioca per la prima volta all'estero nelle stagioni 2009-10 e 2010-11 per l'Engelholms, squadra dell'Elitserien svedese con la quale di aggiudica due volte il Nordic Club Championships. Ritorna a giocare in patria nel campionato 2011-12, quando viene ingaggiata dalle JT Marvelous, aggiudicandosi il Torneo Kurowashiki; già nell'annata successiva però torna a giocare in un club estero, firmando per il Volero Zurigo, trionfando prima in Coppa di svizzera e poi vincendo lo scudetto.
Nella stagione 2013-14 torna a giocare nelle JT Marvelous, che tuttavia lascia nuovamente nella stagione seguente, andando a giocare nella Divizia A1 rumena con l'Alba-Blaj, che tuttavia lascia nel gennaio 2015. Rientra in patria nel campionato 2015-16, questa volta ingaggiata dallo Hitachi Rivale, che però lascia già nel campionato seguente, approdando in Germania al Vilsbiburg, club di 1. Bundesliga.
Nella stagione 2017-18 approda per un biennio al CSM Bucarest, nuovamente nella Divizia A1 rumena, conquistando nella prima annata lo scudetto e la Coppa di Romania; dopo la chiusura del club, per il campionato 2019-20 approda a un'altra formazione della capitale impegnata nella massima divisione rumena, la Dinamo Bucarest, che lascia nel campionato seguente, per giocare per la prima volta nella Serie A1 italiana col San Casciano.

### Nazionale
Nel 2013 viene convocata per la prima volta nella nazionale giapponese, debuttando al World Grand Prix e vincendo la medaglia d'argento al campionato asiatico e oceaniano.

## Palmarès

### Club
- Campionato giapponese: 1

2006-07
- Campionato svizzero: 1

2012-13
- Campionato rumeno: 1

2017-18
- Coppa di Svizzera: 1

2012-13
- Coppa di Romania: 1

2017-18
- Torneo Kurowashiki: 3

2006, 2007, 2012
- / V.League Top Match: 2

2006, 2007
- Nordic Club Championships: 2

2009-10, 2010-11

### Premi individuali
- 2007 - V.Premier League: Sestetto ideale
- 2007 - V.League Top Match: MVP
- 2012 - Torneo Kurowashiki: Sestetto ideale